# Chattanooga
Chattanooga je čtvrté největší město amerického státu Tennessee. Leží na jihovýchodě státu na břehu řeky Tennessee v blízkosti hranic státu Georgie.

## Vznik a vývoj
V roce 1816 byla založena osada Ross’s Landing jako centrum obchodu s čerokézskými Indiány. V roce 1838, po vysídlení Indiánů, bylo město přejmenováno na Chattanoogu.
V Chattanooze a okolí se odehrály některé významné bitvy americké občanské války.
V roce 1859 byla připojena na železniční trať Nashville, Chattanooga and St. Louis Railway. Chattanooga se velmi brzy stala důležitým železničním uzlem a později i dálniční křižovatkou.

## Osobnosti města
- Bessie Smithová (1894–1937), bluesová zpěvačka[1]
- Roscoe Tanner (* 1951), bývalý americký profesionální tenista[2]
- Hayley Carterová (* 1995), profesionální americká tenistka[3]

## Partnerská města
- Hamm, Německo (1975)
- Wu-si, Čína (1982)
- Giv'atajim, Izrael (1988)
- Nižnij Tagil, Rusko (1996)
- Kangnung, Jižní Korea (2003)
- Wolfsburg, Německo (2011)
- Tóno (Iwate), Japonsko (2017)
- Akkra, Ghana (2024)